# Ekwe
Ekwe (ou Ekue) est un village du Cameroun, situé dans la Région du Sud-Ouest, le département du Ndian, l'arrondissement d'Ekondo-Titi.

## Population
La localité comptait 662 habitants en 1953, 460 en 1968-1969 et 552 en 1972, principalement des Balue.
Lors du recensement de 1987, on y a dénombré 609 personnes. Ekwe n'apparaît pas dans les données du recensement 2005.
Une étude locale de 2011 chiffre la population à 698 habitants.